# Pier Ruggero Piccio
Pier Ruggero Piccio (Roma, 27 settembre 1880 – Roma, 30 luglio 1965) è stato il terzo asso dell'aviazione italiana e medaglia d'oro nella prima guerra mondiale. Nel dopoguerra divenne il capo di stato maggiore dell'Aeronautica Militare, per essere poi nominato nel 1933 senatore del Regno d'Italia.

## Biografia
Fu un illustre ufficiale prima del Regio Esercito e successivamente della Regia Aeronautica. 

### Nell'esercito
Ha frequentato l'accademia militare di Modena dal 29 ottobre 1898 uscendone l'8 settembre 1900 con il grado sottotenente del 43º Reggimento fanteria.
Dal 24 novembre 1903 nell’ambito di uno scambio di ufficiali tra l’Italia e il Belgio è nell'allora Etat Indépendant du Congo fino al 16 febbraio 1907. 
Rientrato in Italia, dal 13 marzo 1908 al 30 luglio 1909 è alla 2ª Compagnia mista di Creta nell'ambito del contingente italiano.
Il 15 febbraio 1911 venne iniziato in Massoneria nella Loggia Andrea Vochieri di Alessandria.
Ha partecipato dal 20 novembre 1911 al 1º dicembre 1912 in Libia alla Guerra italo-turca nel 37º Reggimento fanteria, ove al comando di una sezione mitragliatrici ottenne la sua prima medaglia di bronzo al valor militare.

### Nel Servizio aeronautico
Divenuto capitano, Piccio passò al 19º fanteria (poi 19ª Divisione fanteria "Venezia") il 31 marzo 1913.
Venne nominato pilota di aeroplano il 25 luglio conseguendo il brevetto su velivolo Nieuport e pilota militare d'aeroplano il 25 ottobre su velivolo Caproni e viene destinato dal 29 marzo 1915 al Battaglione Scuole Aviatori; dal 23 maggio va in zona di guerra al Battaglione squadriglie di Pordenone e sempre in maggio al comando della 5ª Squadriglia da ricognizione e combattimento di Campoformido. Assegnato al Corpo Aeronautico Militare prese parte alla prima guerra mondiale. 
Ha conseguito una seconda medaglia di bronzo al valor militare per le azioni di ricognizione effettuate dal maggio all’agosto.
Dal 29 agosto  è al Battaglione squadriglia aviatori.
Dal 12 ottobre ottiene il comando della 3ª Squadriglia di bombardieri Caproni Ca.32 di Comina (Friuli-Venezia Giulia) in zona di guerra, dal 1º marzo 1916 parte per Torino e dal 27 marzo viene inviato a Parigi per conversione su velivolo Nieuport 10 biplano e dal 31 maggio dello stesso anno assume il comando della 77ª Squadriglia aeroplani Nieuport di Comina in zona di guerra che il 18 giugno si sposta ad Istrana.
Nell’ottobre del 1916 viene decorato di Medaglia d'argento al valor militare per l’abbattimento del 18 ottobre di un Draken (pallone frenato).
Promosso maggiore dal 10 dicembre 1916, dal 10 aprile 1917 è il primo comandante del X Gruppo (poi 10º Gruppo squadriglie) di Pasian di Prato in zona di guerra (che, tra le altre, ha in assegnazione anche la 91ª Squadriglia, la cosiddetta Squadriglia degli assi tra le cui file c'è l'asso Capitano Francesco Baracca oltre alla 70ª Squadriglia caccia).
La 91ª Squadriglia dal 1º luglio gli riserva un aereo a Pasian di Prato come anche la 70ª Squadriglia gli riserva lo SPAD S.VII.
Il 20 maggio Piccio, in concorso con Flavio Torello Baracchini su Nieuport 11, riuscì ad avere la meglio su un Hansa-Brandenburg C.I. 
Il 28 maggio Luigi Olivi su Nieuport 17 sul Monte San Marco avvista l'Hansa-Brandenburg C.I 229.01 della Flik 32 del korporal Paul Forgach con l'osservatore e mitragliere leutnant Anton Boeck ed insieme con lo SPAD VII del Maggiore Piccio, lo abbattono fra Schönpaß e Paskonicze.
Il 1º giugno 1917 Piccio abbatte un Hansa-Brandenburg C.I a Stara Gora.
Lo scontro con il futuro asso austro-ungarico Frank Linke-Crawford il 2 agosto 1917 ebbe un esito fortunato, anche se Crawford restò illeso dopo l'abbattimento dell'Aviatik C.I 37.08 della Flik 12 che pilotava da solo, senza osservatore.
Nell'ambito dell'Undicesima battaglia dell'Isonzo il 19 agosto insieme al sottotenente Alberto Marazzani (77^), aal Ten. Giovanni De Briganti (77^)  sostengono di aver abbattuto ognuno un caccia.
Con l'aereo della 91ª il 2 agosto Piccio abbatte 2 Brandenburg dalle parti di Tolmino, il 3 ottobre attacca costringendo a prendere terra un ricognitore entro le linee italiane ed il 25 ottobre nell'ambito della Battaglia di Caporetto vicino a Tolmino Baracca rivendica un Albatros sul Monte San Marco di Gorizia in collaborazione con Piccio.
Promosso tenente colonnello per meriti in servizio dal 3 ottobre per poi assumere il ruolo di ispettore della caccia. Per quanto fatto durante il primo conflitto mondiale ottenne una medaglia d'oro al valor militare nel giugno 1918, due medaglie d'argento e un'altra medaglia di bronzo al valor militare, inoltre gli furono accreditati 24 abbattimenti, facendogli guadagnare la qualifica di asso.
Il 31 ottobre 1918 il fuoco contraereo colpisce il suo motore e, costretto ad un atterraggio di fortuna, viene fatto prigioniero. Riuscirà a fuggire dal campo di prigionia, il 4 novembre, travestito da ufficiale austriaco. Quello stesso mese l'Aéro-Club de France gli conferisce la "Gran Medaglia d'Onore" che per lui verrà ritirata a Parigi da Gabriele D'Annunzio.
Con le sue 24 vittorie risultò terzo alle spalle di Baracca (34 vittorie) e di Silvio Scaroni (26 vittorie) nella graduatoria degli assi dell’aviazione italiana.

### Nella Regia aeronautica
Si sposò con una giovane americana a New York nel 1920, conosciuta a Parigi mentre era parte della delegazione italiana alle trattative di pace. A partire dal 10 aprile 1921 passa all'Arma Aeronautica e svolge la funzione di addetto aeronautico a Parigi, carica che ricoprirà poi saltuariamente fino al 1935. 
Il 1º marzo 1923 è nominato anche aiutante da campo onorario del re. 
Con la costituzione della Regia Aeronautica il 25 ottobre di quell'anno è comandante generale dell'Aeronautica fino alla sua rinuncia del 1º marzo 1925 quando diventa Comandante di Divisione Aerea; il 17 aprile è ancora addetto aeronautico all'ambasciata di Parigi, dal 25 giugno il suo grado cambia denominazione in Generale di Brigata Aerea e dal 1º luglio Generale di Divisione Aerea.
Il 15 novembre 1925 rientra da Parigi e dal 18 gennaio 1926 diviene il primo Capo di stato maggiore dell'Aeronautica Militare fino al 6 febbraio 1927 quando cessa, a domanda, dall'incarico e dal 5 gennaio 1928 torna come addetto Aeronautico all'ambasciata di Parigi.
Il 17 settembre 1932 è promosso Generale di Squadra Aerea.

### Nel senato del Regno
Il 1º gennaio 1933 viene messo fuori quadro per essere nominato senatore del Regno d'Italia dal 3 novembre 1933, fino alla decadenza il 29 novembre 1945.
Dal 17 gennaio 1938 ha vissuto prevalentemente in Francia.
Muore a Roma nel luglio 1965.

## Onorificenze

### Onorificenze straniere
Croce di IV Classe ("Croce d'Oro") dell'Ordine "Virtuti Militari", Polonia.